# Мая (Португалія)
Ма́я (порт. Maia; МФА: [ˈmaj.ɐ], Ма́йа) — муніципалітет і місто в Португалії, в окрузі Порту. Розташований у північно-західній частині країни, на теренах історичної португальської провінції Дору-Міню. Належить до Портуської діоцезії Католицької церкви в Португалії. Права міського самоврядування має з 1519 року. Поділяється на 10 парафій. За адміністративним поділом, чинним до 1976 року, був складовою провінції Берегове Дору. Площа муніципалітету — 82,99 км², населення муніципалітету — 135678 ос. (2015); густота населення — 1634,87 осіб/км²
. Патрон — Діва Марія. Святковий день муніципалітету — 1-й понеділок після 2-ї неділі липня. Поштовий індекс — 4470, 4475.  Код місцевої адміністративної одиниці — 1306. Складова статистичного регіону Північ.

## Географія
Мая розташована на північному заході Португалії, на заході округу Порту.
Мая межує на півночі з муніципалітетами Трофа і Санту-Тірсу, на сході — з муніципалітетом Валонгу, на південному сході — з муніципалітетом Гондомар, на півдні — з муніципалітетом Порту, на південному заході — з муніципалітетом Матозінюш, на північному заході — з муніципалітетом Віла-ду-Конде.

## Історія
1519 року португальський король Мануел I надав Маї форал, яким визнав за поселенням статус містечка та муніципальні самоврядні права.

## Населення
| Кількість мешканців | Кількість мешканців | Кількість мешканців | Кількість мешканців | Кількість мешканців | Кількість мешканців | Кількість мешканців | Кількість мешканців | Кількість мешканців | Кількість мешканців | Кількість мешканців | Кількість мешканців | Кількість мешканців | Кількість мешканців | Кількість мешканців | Кількість мешканців |
| ------------------- | ------------------- | ------------------- | ------------------- | ------------------- | ------------------- | ------------------- | ------------------- | ------------------- | ------------------- | ------------------- | ------------------- | ------------------- | ------------------- | ------------------- | ------------------- |
| 1864                | 1878                | 1890                | 1900                | 1911                | 1920                | 1930                | 1940                | 1950                | 1960                | 1970                | 1981                | 1991                | 2001                | 2011                |                     |
| 13 511              | 14 898              | 18 754              | 19 695              | 23 486              | 25 493              | 29 639              | 36 626              | 43 627              | 53 643              | 63 980              | 81 679              | 93 151              | 120 111             | 135 306             |                     |